# Ivana Chubbuck
Ivana Chubbuck ist eine Schauspiel-Trainerin und Autorin aus Detroit, Michigan, USA.

## Karriere
Chubbuck wirkte 1991 in dem Film Ted & Venus als Dialog-Coach mit und in der weiteren Folge arbeitete sie als Schauspiel-Beraterin (Acting-Coach) in mehreren Film- und Fernsehprojekten mit. Dabei kam es innerhalb ihrer langjährigen Karriere zu einer Zusammenarbeit mit verschiedenen Schauspielern, wie zum Beispiel Halle Berry, Brad Pitt oder David Boreanaz.
Gleichzeitig ist sie Gründerin und Leiterin der Ivana Chubbuck Studios. Über ihre Chubbuck-Technik veröffentlichte sie unter anderem das Buch The Power of the Actor: The Chubbuck Technique, das in mehrere Sprachen übersetzt wurde.
Des Weiteren wirkte Chubbuck auch als Filmproduzentin in dem US-amerikanischen Thriller Naked Souls und als Co-Produzentin 1999 in Kiss Toledo Goodbye und 1996 in Blonde Rache sowie als Assistenz-Filmproduzentin 2008 in Liz en Septiembre und 2008 in Restraint – Wenn die Angst zur Falle wird mit. Eigene Auftritte hatte sie in Dokumentarfilmen und- serien, 2005 in The 5 Keys to Mastery, 2009 in My Big Break und Taste of Hollywood sowie 2015 in FilmRaker.

## Privatleben
Chubbuck war mit dem bereits verstorbenen Regisseur Lyndon Chubbuck verheiratet. 

## Veröffentlichungen
- The Power of the Actor – The Chubbuck Technique. Gotham Books, 2004, ISBN 1-59240-070-1.
- Die Chubbuck-Technik: The Power of the Actor. Ein Schauspiel-Lehrbuch. Alexander Verlag, Berlin 2017, ISBN 978-3-89581-442-6.